# Will Graber
William „Will“ Graber (* 3. Juni 1996 in Broomfield, Colorado) ist ein US-amerikanischer Eishockeyspieler, der seit Juli 2024 bei den Nürnberg Ice Tigers aus der Deutschen Eishockey Liga (DEL) unter Vertrag steht und dort auf der Position des Centers spielt. Zuvor verbrachte Graber unter anderem zwei Spielzeiten bei Porin Ässät in der finnischen Liiga.

## Karriere
Graber, der sowohl als Mittelstürmer, aber auch als Verteidiger einsetzbar ist, verbrachte seine Juniorenzeit zwischen 2013 und 2016 in der North American Hockey League (NAHL) und United States Hockey League (USHL). Anschließend wechselte er für vier Spielzeiten ans Dartmouth College und spielte dort während seines Studiums parallel für die Eishockeymannschaft der Hochschule im Spielbetrieb der National Collegiate Athletic Association (NCAA).
Nach Abschluss des Studiums erhielt der US-Amerikaner im Juli 2020 einen Vertrag bei den Hershey Bears aus der American Hockey League (AHL), wurde von diesen aber auch bei deren ECHL-Kooperationspartner South Carolina Stingrays eingesetzt. In der Saison 2021/22 stand er in 59 Spielen für die Fort Wayne Komets in der ECHL auf dem Eis und erzielte dabei 83 Scorerpunkte. Er verzeichnete den besten Plus/Minus-Wert der gesamten Liga (+37), die meisten Assists (57) und die meisten Punkte (83). Er wurde zum wertvollsten Spieler der ECHL gewählt. In der folgenden Spielzeit unterzeichnete Graber ein Einjahresvertrag mit einer Option auf ein zweites Jahr beim finnischen Verein Porin Ässät in der Liiga. Graber gab sein Liiga-Debüt in der zweiten Reihe mit Jesse Joensuu und Joachim Rohdin am 14. September 2022 in einem Spiel gegen Tampereen Ilves. Ässät nutzte sein Recht, Graber für eine weitere Saison zu behalten, weshalb sein Vertrag bis zum Ende der Liiga-Saison 2023/24 verlängert wurde. Anschließend wechselte der US-Amerikaner im Juni 2024 zu den Nürnberg Ice Tigers aus der Deutschen Eishockey Liga (DEL).

## Erfolge und Auszeichnungen
| - 2018 NCAA All-Ivy League Second Team - 2022 ECHL-Spieler des Monats März - 2022 ECHL Leading Scorer | - 2022 ECHL Plus Performer Award - 2022 ECHL Most Valuable Player - 2022 ECHL First All-Star Team |

## Karrierestatistik
Stand: Ende der Saison 2024/25
(Legende zur Spielerstatistik: Sp oder GP = absolvierte Spiele; T oder G = erzielte Tore; V oder A = erzielte Assists; Pkt oder Pts = erzielte Scorerpunkte; SM oder PIM = erhaltene Strafminuten; +/− = Plus/Minus-Bilanz; PP = erzielte Überzahltore; SH = erzielte Unterzahltore; GW = erzielte Siegtore; 1 Play-downs/Relegation; Kursiv: Statistik nicht vollständig)